# Eola
Eola – jednostka osadnicza w Stanach Zjednoczonych, w stanie Oregon, w hrabstwie Polk.